# فرانسه در المپیک تابستانی ۱۹۰۸
فرانسه در بازی‌های المپیک تابستانی ۱۹۰۸ که در شهر لندن بریتانیای کبیر برگزار شد، کاروان فرانسه با ۳۶۳ ورزشکار در این رقابت‌ها شرکت کرد و موفق به کسب ۱۹ مدال (۵ طلا، ۵ نقره، ۹ برنز) شد. در جدول رتبه‌بندی توزیع مدال‌ها، فرانسه در ردهٔ ۴ مسابقات قرار گرفت.